# Robben Ford
Robben Ford (født 16. december 1951) er en amerikansk blues, jazz og rock guitarist. Han var medlem af L.A. Express og har samarbejdet med Miles Davis, Joni Mitchell, George Harrison og KISS. Han er på listen over "100 største guitarister i det 20. århundrede" af Musician magazine.

## Karriere
Som 18-årig spillede Fords band med Charlie Musselwhite. og udgav to plader The Charles Ford Band og Discovering the Blues.
I 1988 udgav Ford, Talk to Your Daughter.
Han spillede på Midtfyns Festival i 1992.

## Diskografi
| The Blue Line - Robben Ford and the Blue Line (1992) - Mystic Mile (1993) - Handful of Blues (1995) - The Authorized Bootleg (1998) (Live) Robben Ford - Discovering the Blues Live (1972) (Live) - Sunrise (1972) - Jimmy Witherspoon & Robben Ford Live (1976) - Schizophonic (1976) - The Inside Story (1979) - Love's A Heartache (1983) - Talk to Your Daughter (1988) - Blues Connotation (1996) - Tiger Walk (1997) - Supernatural (1999) - Blue Moon (2002) - Keep on Running (2003) - Truth (2007) - Soul on Ten (2009) (Live) - Bringing it Back Home (2013) - A Day in Nashville (2014) Opsamlinger - Blues Collection (1997) - Anthology: The Early Years (2001) The Ford Blues Band - The Charles Ford Band (1972) - Reunion Live (1984) - As Real As It Gets (1996) - Hotshots (1994) - Fords and Friends (1996) - Ford Blues Band (1999) - A Tribute to Paul Butterfield (2001) - In Memory of Michael Bloomfield (2002) - Another Fine Day (2003) - Centre Stage (2004) Med The Yellowjackets - Yellowjackets (1981) - Mirage a Trois (1983) Med Mark Ford - Mark Ford and the Robben Ford Band (1990) - Mark Ford and the Blue Line (1998) Med andre - Minor Elegance (1990) med Joe Diorio, Gary Willis og Peter Erskine - Jing Chi (2001) med Vinnie Colaiuta, Jimmy Haslip - Jing Chi Live (2003) - Jing Chi 3D (2004) - Helium Tears (2006) med Charlie Haden - Live in Tokyo - Larry Carlton & Robben Ford (2007) - Unplugged - Larry Carlton & Robben Ford (2013) med Larry Carlton - From the Reach (2008) med Sonny Landreth - Renegade Creation (2010) med Michael Landau, Jimmy Haslip, og Gary Novak - Out of the Blue (2010) Christian Howes og Robben Ford - Unfinished Business (2013) Michael McDonald og Robben Ford | Som studiemusiker - Dark Horse: George Harrison (1974) Hari's on Tour (Express), Simply Shady, Dark Horse - F-Zero Jazz Album (1992) - Come Together: Guitar Tribute to the Beatles, Vol. 2 (1995) Golden Slumbers - Night Watch: Ricky Peterson (1990) Put Your Faith In Me - Luck of the Draw: Bonnie Raitt (1991) Slow Ride - Lucky Man: Dave Koz (1993) Shakin' The Shack - Souvenir: Ricky Peterson (1999) Put Your Faith In Me - Walk On: Roscoe Beck (2001) Wasn't It Fine, Think Twice - An All Star Lineup Performing The Songs Of Pink Floyd (2002) Any Colour You Like - Viva Carlos – A Supernatural Marathon Celebration (2004) Blues For Salvador - A Guitar Supreme – A Giant Step In Fusion Guitar (2006) Village Blues - Voodoo Crossing: A Tribute To Jimi Hendrix (2009) Message To Love - Trading 8s: Carl Verheyen (2009) New Year's Day - Gypsy Blood: A Tribute To Jimi Hendrix, Vol. 2 (2009) Bold As Love - In the Palace of the King: John Mayall & the Bluesbreakers (2007) Cannonball Shuffle På DVD - The Robben Ford Clinic: The Art of Blues Solos (February 2009) - The Robben Ford Clinic: The Art of Blues Rhythm (December 2007) - Playing the Blues (October 2002) - The Blues and Beyond (2002) - Back to the Blues (2004) Soundtracks - "Pink Cadillac" (1989) - "The Firm" (1993) - "No Way Home" (1996) - "The Whole Nine Yards" (2000) |